# Domingo Díaz Arosemena
Domingo Diaz Arosemena (ur. 25 czerwca 1875, zm. 23 sierpnia 1949) – panamski ekonomista, finansista i polityk, burmistrz dystryktu Panama od 1910 do 1912, I wiceprezydent Panamy od 1932 do 1936, prezydent Panamy od 1948 do 1949 (na ten urząd kandydował już w 1936).